# Сито

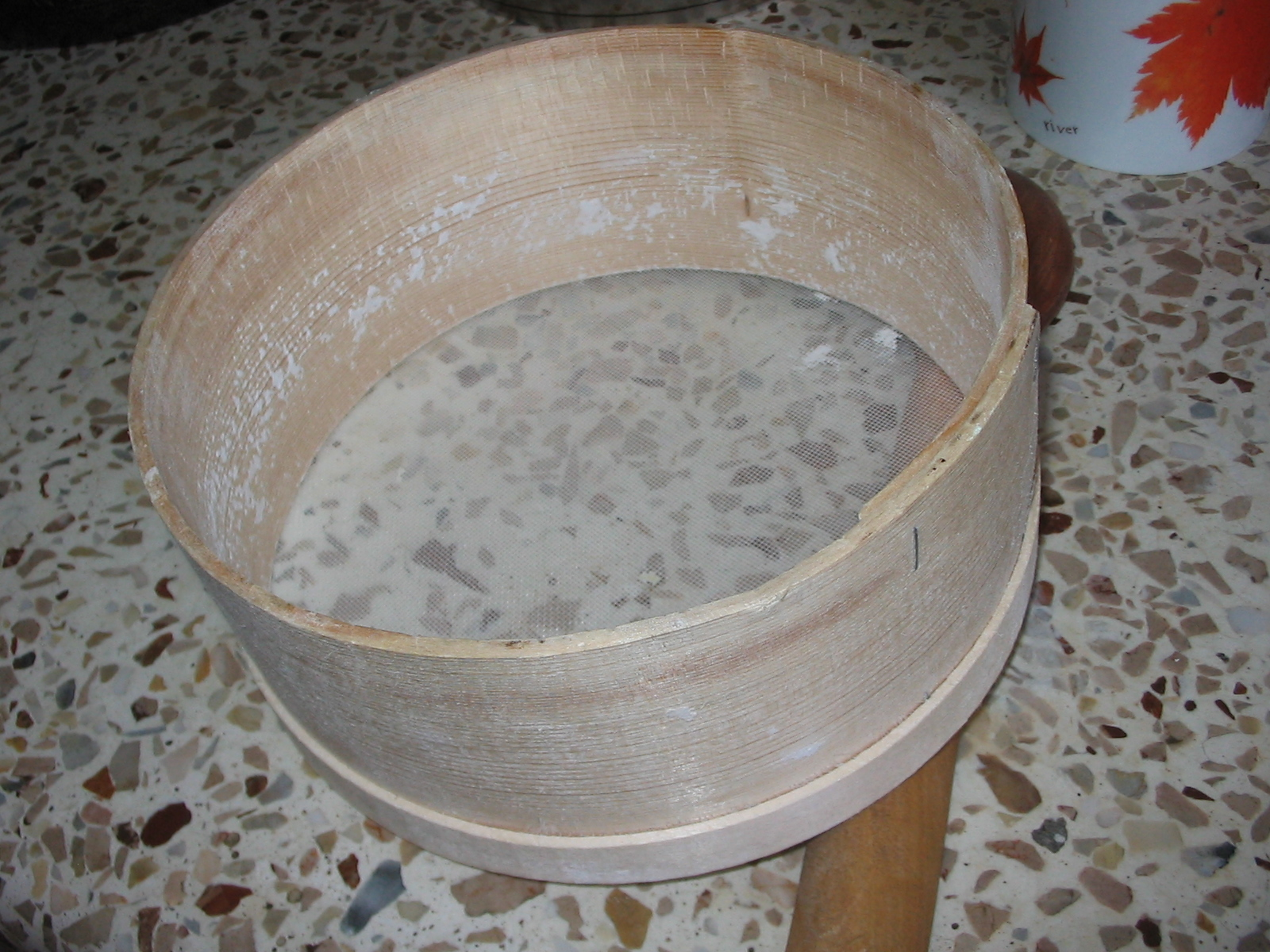
Сито

Си́то — пристрій, з допомогою якого відсіюють дрібні частинки зі сипких речовин. Предмет хатнього начиння.
Від решета відрізняється дрібнішими вічками і призначене для просіювання дрібніших матеріалів. Побутове сито має вигляд широкого обруча (обичайки), виготовленого з дерева, металу або пласмаси, з одного боку обтягнутого сіткою із тканини або металевого дроту. Існують також побутові механічні сита у вигляді кухля.

## Походження слова
Праслов'янське *sito (раніша форма *sēi-to) за походженням пов'язане з *sejati/*sěti, «сіяти». Не пов'язане із словами ситий і ситник («оситняк»).

## Історія

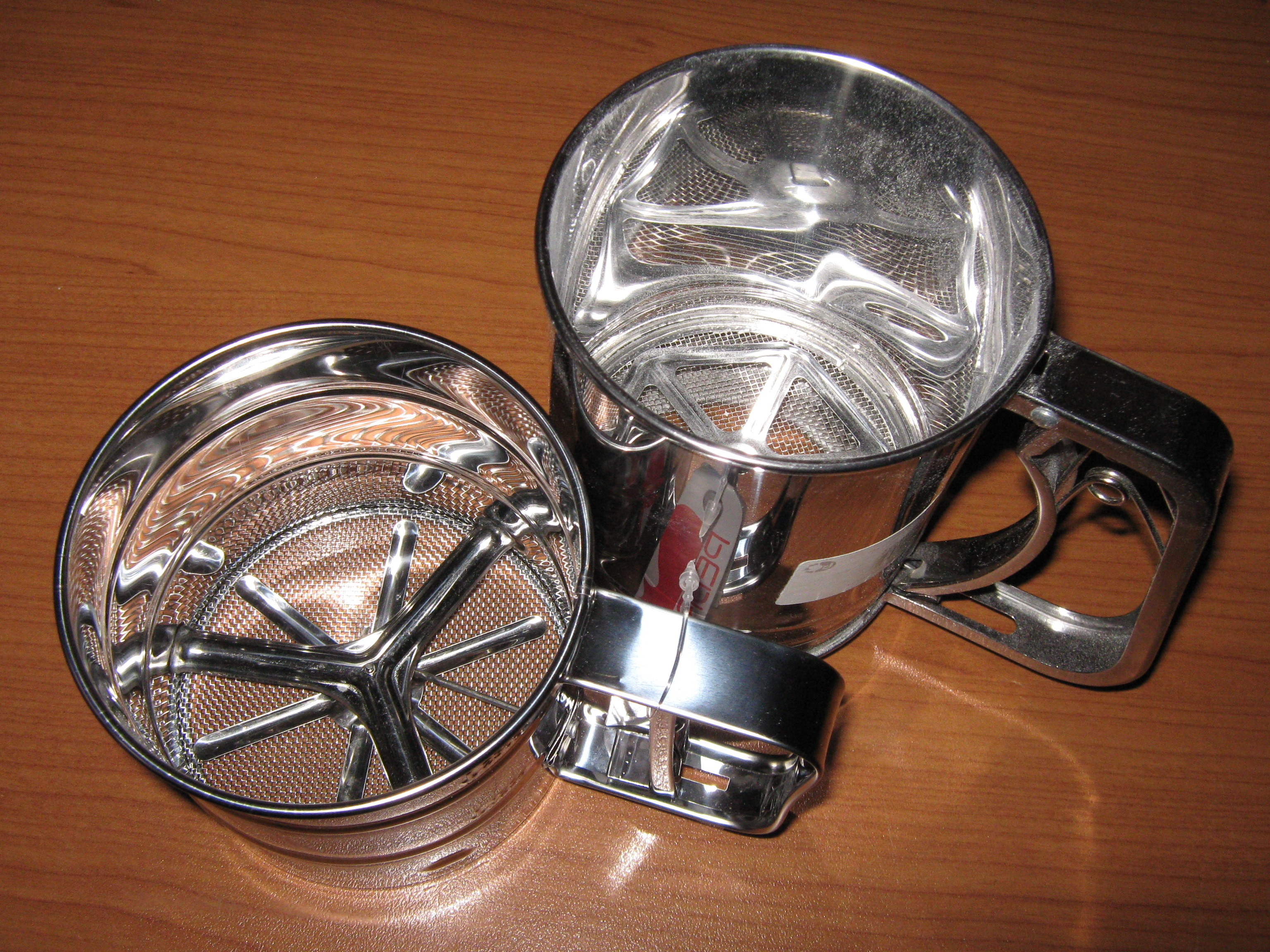
Механічне сито

Застосовується, по-видимому, з незапам'ятних часів, з зародження рільництва, коли виникла потреба в пересіванні борошна. Первісно сітки в давніх ситах були зі рослинних волокон та волосу тварин, набагато пізніше з'явилися сітки із залізного дроту. Вживані для плетіння сит маленькі верстати називалися кросонка́ми, а використовувана замість човника дерев'яна голка — глицею.
Зараз різні модифікації сит використовуються у різних галузях людського життя — у побуті, промисловості, сільському господарстві тощо.

## Побутові сита
У господарстві використовується для пересівання борошна, різноманітного насіння тощо. Призначення залежить від розміру вічок сітки. Довгий час обичайки робилися з дерева або бересту, а сітки на них були з конського волосу. Зараз ободи сит частіше виготовляються з нержавкої сталі, алюмінію або пластмаси, а сітки — із дроту або тканини (як правило, нейлону). У побуті вживаються також маленькі ситечка, призачені для проціжування рідин, напр. чайне ситечко, стрейнер та ін.
Також існують механічні сита у вигляді кухля із ситовим дном та двосекційної ручки з пружиною. Борошно насипається у кухоль, потім треба натиснути на ручку. Просіяне борошно буде висипатися у посуд або на дошку-стільничку. Завдяки невеличкому діаметру борошно не просипається мимо.

## Сито в бджільництві

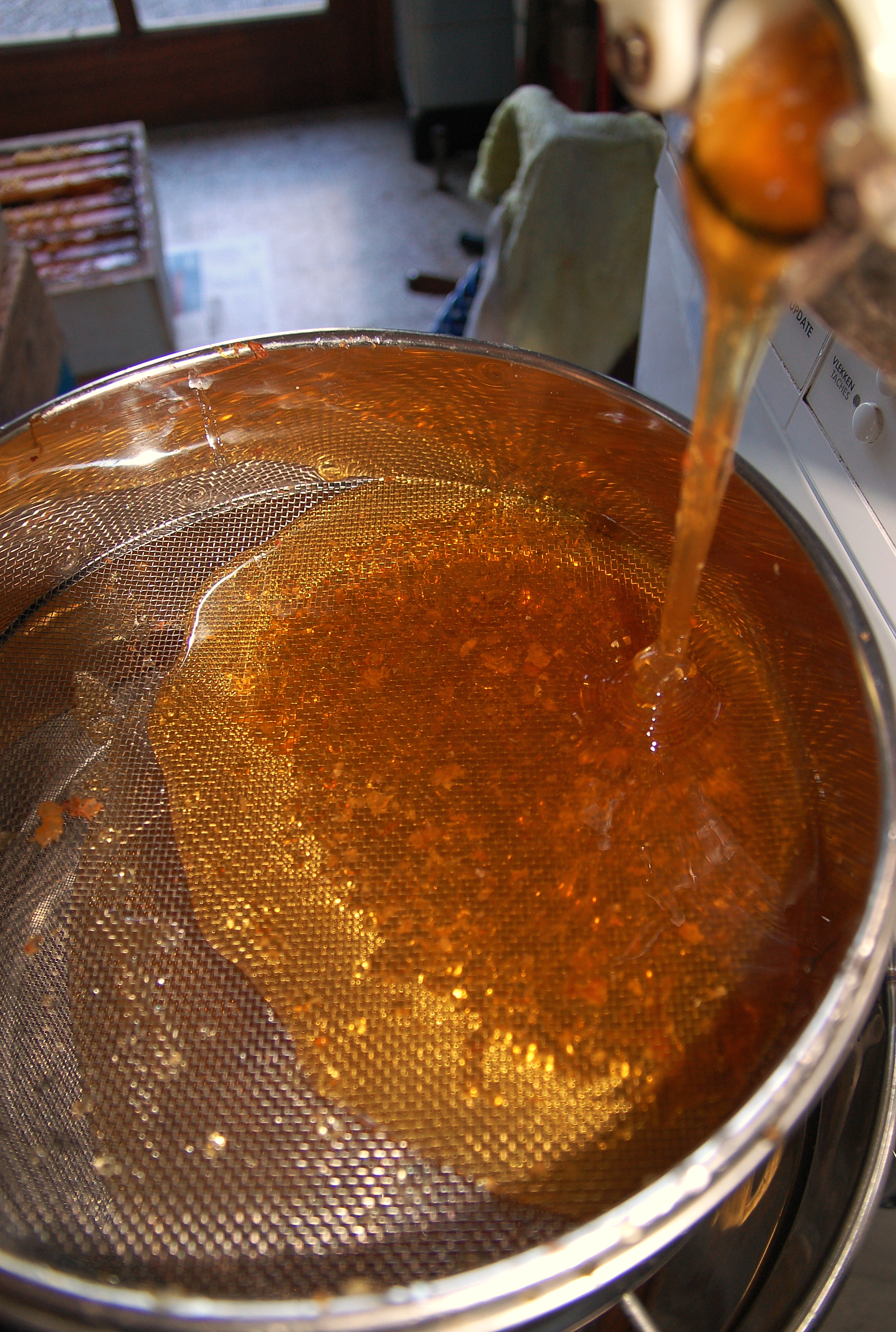
Фільтрування меду

Сита використовують для проціджування меду під час його відкачування. Очищають мед від сторонніх домішок при зливанні його із баку медогонки у тару для транспортування і зберігання. Можуть бути різної конструкції, також як і з одним, так і з двома дротяними сітками.
У ситах із двома сітками нижню роблять наглухо закріпленою в корпусі сита, із комірками по 1,5 мм, а верхню, обрамлену ободом, із комірками по 3 мм, при потребі виймати, і очищати від накопичених воскових кришечок, шматочків щільників, та бджіл які могли випадково потрапити в мед.

## Лабораторні сита
Сита також використовують у хімічних і біологічних лабораторіях для пересівання порошків. Вони теж можуть бути як ручними, так і механічними.
Барабанне сито(лабораторне сито,решето) - це сито , призначене для ручного або механізованого просіювання зерна, насіння та продуктів їх переробки для визначенні ступеня зараженості чи не зараженості.

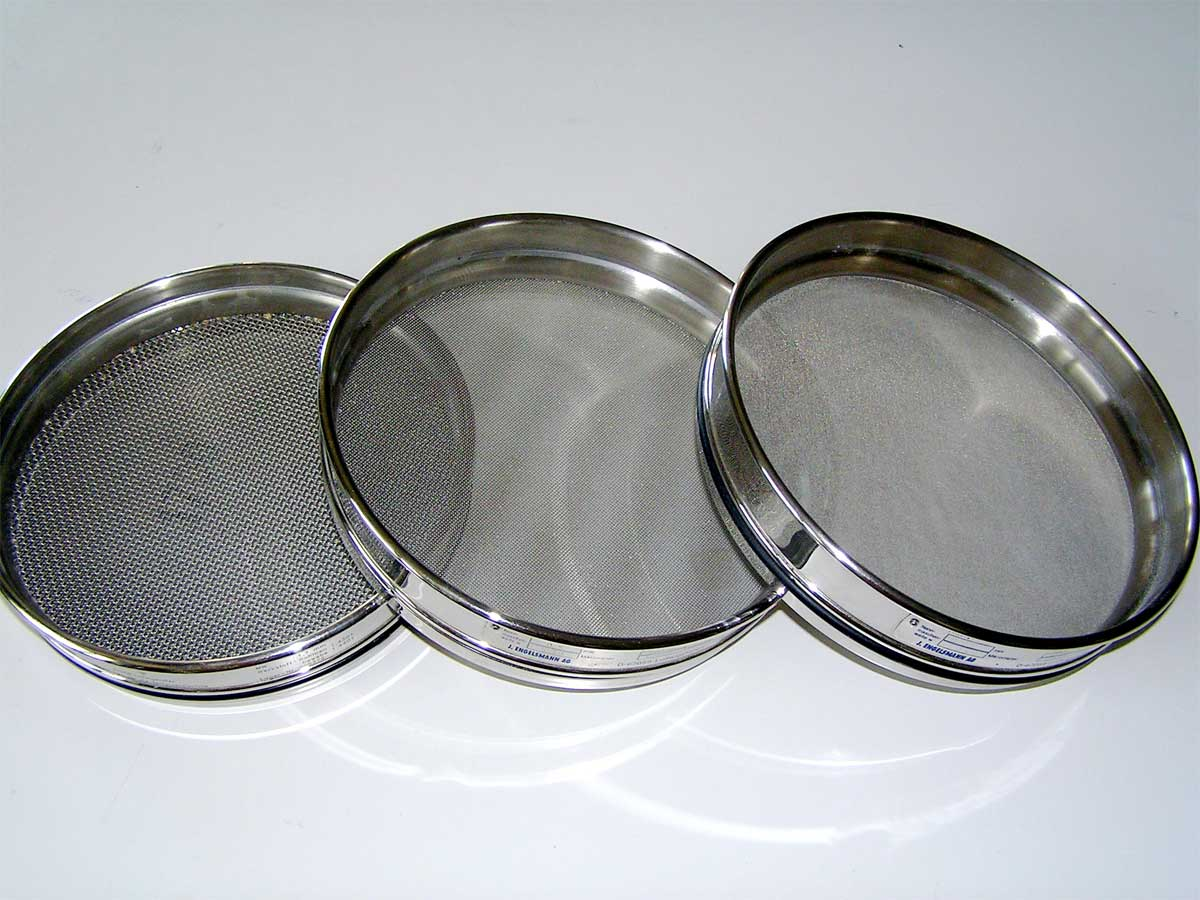
Сито лабораторне

## Промислові сита
Сита застосовуються у гірничодобувній промисловості — у пристроях для збагачення руд (там вони також називаються «грохотами»). Також сита використовуються у харчовій промисловості та виробництві комбікормів — для сортування крупів та борошна на борошномельних заводах, просівання борошна для випечення хліба на хлібозаводах і пекарнях тощо. Для промислового сита частіше вживається назва — «просіювач».

## Приказки, мовні звороти
- Пройти крізь сито й решето — багато побачивши, зазнавши в житті, здобути великий досвід, набути спритності.
- Бачити як крізь сито — «невиразно, нечітко, неокреслено».
- Йти наче крізь сито — «густо, безперервно йти» (про дощ, мряку).
- Ситник берднику не товариш[7]

## Інше
- Ситник — хліб зі борошна, просіяного на ситі.
- Ситник[8], сита́р[9] — майстер з виготовляння сит.
- Молекулярне сито — поруватий адсорбент, розміри пор якого близькі до розмірів молекул. Уживається у виробництві склопакетів.
- Одна з кісток мозкового черепа, що в українській мові називається решітчастою, у багатьох слов'янських має назву «си́тної», «ситово́ї» (пол. kość sitowa, мак. ситеста коска, серб. ситаста кост/sitasta kost, словен. sitka).
- Латинські назви дірчастої пластинки решітчастої кістки (lamina cribrosa ossis ethmoidalis) і решітчастої пластинки склери (lamina cribrosa sclerae) утворені від лат. cribrum, «сито».